# FLOT
FLOT er en svømmeklub i bygden Toftir (Færøerne). Klubben blev startet í 1984, og efter at have været nedlagt genstartet i 1992. Siden da har klubben været aktiv og har i dag (2005) omkring 80 aktive medlemmer. Træningen foregår i svømmehallen i skolen i bygden. Svømmebassinet er 16,67 m langt.
| Sport | Spire Denne artikel om sport er en spire som bør udbygges. Du er velkommen til at hjælpe Wikipedia ved at udvide den. |